# Ostha centriponens
Ostha centriponens là một loài bướm đêm trong họ Noctuidae.